# عفیفه اسکندر
عفیفه اسکندر اصطیفان (عربی: عفیفة إسکندر إصطیفان؛ ۱۰ دسامبر ۱۹۲۱ – ۲۱ اکتبر ۲۰۱۲) خواننده اواسط قرن بیستم اهل عراق بود. او یکی از بهترین خوانندگان زن تاریخ عراق به حساب می‌آمد. او به «پرنده سیاه عراق» (شحرورة العراق) لقب گرفت.
وی در ۱۰ دسامبر ۱۹۲۱ در موصل، عراق به دنیا آمد و بین سال‌های ۱۹۳۵ تا ۲۰۱۱ میلادی فعالیت می‌کرد.

## زندگی‌نامه
عفیفه اسکندر در موصل از یک پدر ارمنی و یک مادری یونانی متولد شد. او در بغداد زندگی می‌کرد و از ۵ سالگی در سال ۱۹۳۵ در اولین مهمانی شروع به آواز خواندن کرد. او آواز المقام را خواند. وی در سن ۱۲ سالگی با مردی ارمنی به نام اسکندر اصطیفان ازدواج کرد و نام خانوادگی او را گرفت. او همچنین به عنوان بازیگر فعالیت کرد و در بسیاری از تولیدات سینمایی ظاهر شد. در سال ۱۹۳۸، او به مصر سفر کرد تا با تحیه کاریوکا، بدیعه مصابنی و محمد عبدالوهاب کار کند. وی در ۲۱ اکتبر ۲۰۱۲ در بغداد بر اثر سرطان درگذشت.

## بزرگداشت
در تاریخ ۱۰ دسامبر سال ۲۰۱۹، گوگل تولد ۹۸ سالگی او را با تغییر گوگل دودل جشن گرفت.